# Karl Sauerland
Karl Sauerland (* 10. September 1861 in Sigmaringen; † 15. Januar 1939 ebenda) war ein preußischer Verwaltungsjurist und Abgeordneter.
Sauerland, der katholischer Konfession war, war der Sohn eines Gymnasialoberlehrers mit dem Titel Professor. Er besuchte vor 1883 das Gymnasium Sigmaringen und studierte dann Rechts- und Staatswissenschaften in München, Freiburg und Straßburg. 1883 legte er die erste Staatsprüfung ab und war dann bis 1889 Justizreferendar unter anderem am Amtsgericht Sigmaringen. 1889 legte er die zweite Staatsprüfung ab und wurde 1889 bis 1891 Vertreter des Landrats des Kreises Bomst, der Landrats des Kreises Filchne und Mitarbeiter an der Regierung Posen. Im Mai 1891 wurde er kommissarischer Verwalter, im Juni 1891 kommissarischer Oberamtmann und im Januar 1892 Oberamtmann im Oberamt Haigerloch. Dieses Amt übte er bis 1902 aus. Danach war er bis 1913 Regierungsrat an der preußischen Regierung in Sigmaringen. 1913 bis 1919 war er dort Geheimer Regierungsrat. Von 1919 bis 1926 war er Verwaltungsgerichtsdirektor beim Verwaltungsgericht Sigmaringen und stellvertretender Regierungspräsident. 1926 erfolgte seine Pensionierung. 
Von 1895 bis 1902 war er Abgeordneter im Kommunallandtag der Hohenzollernschen Lande.